# Plebejus autaegon
Plebejus autaegon är en fjärilsart som beskrevs av Jean Baptiste Boisduval. Plebejus autaegon ingår i släktet Plebejus och familjen juvelvingar. Inga underarter finns listade i Catalogue of Life.